# Plechotice
Plechotice (allemand : Pelejtitz ,hongrois : Pelejte) est un village de Slovaquie situé dans la région de Košice.

## Histoire
Première mention écrite du village en 1332.

## Démographie

### Évolution de la population
| Année:               | 1994. | 2004.   | 2014.   | 2024.   |
| -------------------- | ----- | ------- | ------- | ------- |
| Nombre de personnes: | 752   | 781     | 788     | 727     |
| Différence:          |       | +3,85 % | +0,89 % | -7,74 % |

| Année:               | 2023. | 2024.   |
| -------------------- | ----- | ------- |
| Nombre de personnes: | 728   | 727     |
| Différence:          |       | -0,13 % |